# Tanauan

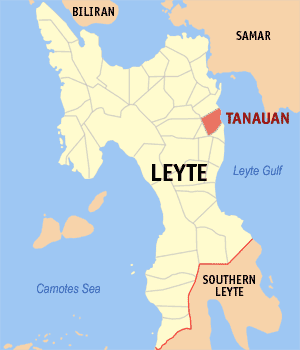
Bản đồ Leyte với vị trí của Tanauan

Tanauan là một đô thị hạng 3 ở tỉnh Leyte, Philippines. Theo điều tra dân số năm 2000 của Philipin, đô thị này có dân số 45.056 người trong 9,224 hộ.

## Các đơn vị hành chính
Tanauan được chia ra 54 barangay.
| - Ada - Amanluran - Arado - Atipolo - Balud - Bangon - Bantagan - Baras - Binolo - Binongto-an - Bislig - Cabalagnan - Cabarasan Guti - Cabonga-an - Cabuynan - Cahumayhumayan - Calogcog - Calsadahay | - Camire - Canbalisara - Catigbian - Catmon - Cogon - Guindag-an - Guingawan - Hilagpad - Lapay - Limbuhan Daku - Limbuhan Guti - Linao - Magay - Maghulod - Malaguicay - Maribi - Mohon - Pago | - Pasil - Pikas - Buntay - Canramos - Licod - San Miguel - Salvador - San Isidro - San Roque - San Victor - Santa Cruz - Santa Elena - Santo Niño Pob. (Haclagan) - Solano - Talolora - Tugop - Kiling - Sacme |